# Francisco de Andrade (Politiker)

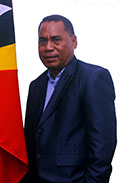
Francisco de Andrade

Francisco de Andrade (* 4. April 1969 in Maucatar, Portugiesisch-Timor) ist ein Politiker aus der osttimoresischen Gemeinde Cova Lima. Er ist Mitglied der FRETILIN.
Von 2015 bis 2017 war Andrade Abgeordneter im Nationalparlament Osttimors. Durch die Kabinettsumbildung am 16. Februar wurden zwei bisherige Abgeordnete der FRETILIN Mitglied der VI. Regierung, womit sie verfassungsgemäß ihre Sitze im Parlament aufgeben mussten. Andrade war einer der beiden Nachrücker, nachdem er auf der Parteiliste mit Platz 29 bei der Wahl 2012 den Einzug verpasst hatte. Andrade war Mitglied der Kommission für Infrastruktur, Transport und Kommunikation (Kommission E). Bei den Wahlen 2017 wurde er nicht mehr auf der Wahlliste der FRETILIN aufgestellt.
Vom 17. März 2021 bis 2024 war Andrade Administrator seiner Heimatgemeinde Cova Lima.